# 横浜市立平沼小学校
横浜市立平沼小学校（よこはましりつ ひらぬましょうがっこう）とは、横浜市西区平沼二丁目にある公立小学校。最寄り駅は平沼橋駅。近くには、横浜駅やみなとみらいなどの、横浜を代表する地区がところどころに存在する。

## 概要
- 特別支援教育の制度の一つである通級指導教室が設けられている。
- 2006年に100周年を迎えた。

## 沿革
- 1906年（明治39年） - 尋常第二戸部小学校として誕生した。
- 1907年（明治40年） - 尋常平沼小学校と改称。
- 1923年（大正12年） - 西平沼尋常小学校と改称。
- 1924年（大正13年） - 高等科が設置され、西平沼尋常高等小学校と改称。
- 1931年（昭和6年） - 平沼尋常高等小学校と改称。
- 1941年（昭和16年）4月1日 - 国民学校令により横浜市立平沼国民学校と改称。
- 1947年（昭和22年）4月1日 - 学制改革により横浜市立平沼小学校と改称。
- 1983年（昭和58年） - 新校舎竣工。

## 通級指導教室
平沼小の通級指導教室には、毎年80人程の、発達障害児や難聴などの障害を持った児童が通っている。西区以外の区からくる児童も多数いるので、他の通級指導教室よりも人数が多い。